# Bibliotheca Islamica
Die Bibliotheca Islamica (BI; النشرات الإسلامية / an-Našarāt al-Islāmiyya) ist eine seit 1929 erscheinende Buchreihe, in der wichtige Quellentexte des arabischen Kulturraums auf Grundlage einer wissenschaftlichen Edition in Buchform ediert werden. Die kritischen Editionen umfassen arabische, persische und türkische Texte und reichen thematisch von Geschichte und Prosopographie über Literatur und Theologie verschiedener islamischer Schulrichtungen bis zum Sufismus.

## Geschichte
Um unbekannte Texte veröffentlichen zu können, begründete der Orientalist Hellmut Ritter im Jahr 1929 die Buchreihe Bibliotheca Islamica, die von Beginn an von der preußischen Regierung unter der Schirmherrschaft der Deutschen Morgenländischen Gesellschaft finanziert wurde. Sie wurde von Hellmut Ritter über drei Jahrzehnte – von 1929 bis 1969 – herausgegeben und auch in Jahren der Wirtschaftskrise fortgeführt.
Seit 1992 werden die Bände der BI am Orient-Institut Beirut (OIB) von Muhammad al-Hujairi lektoriert. Die Herausgabe der Reihe ist ein Gemeinschaftsprojekt der Deutschen Morgenländischen Gesellschaft (DMG) und des OIB. In Europa werden ihre Publikationen durch den Klaus Schwarz Verlag und im Nahen Osten und Mittleren Osten durch Muassasat al-Rayan vertrieben. Der Verlag Walter de Gruyter übernahm die Bestände dieser Buchreihe aus dem Verlag Klaus Schwarz zum 1. April 2019 und führt die Bibliotheca Islamica seitdem fort.

## Reihentitel

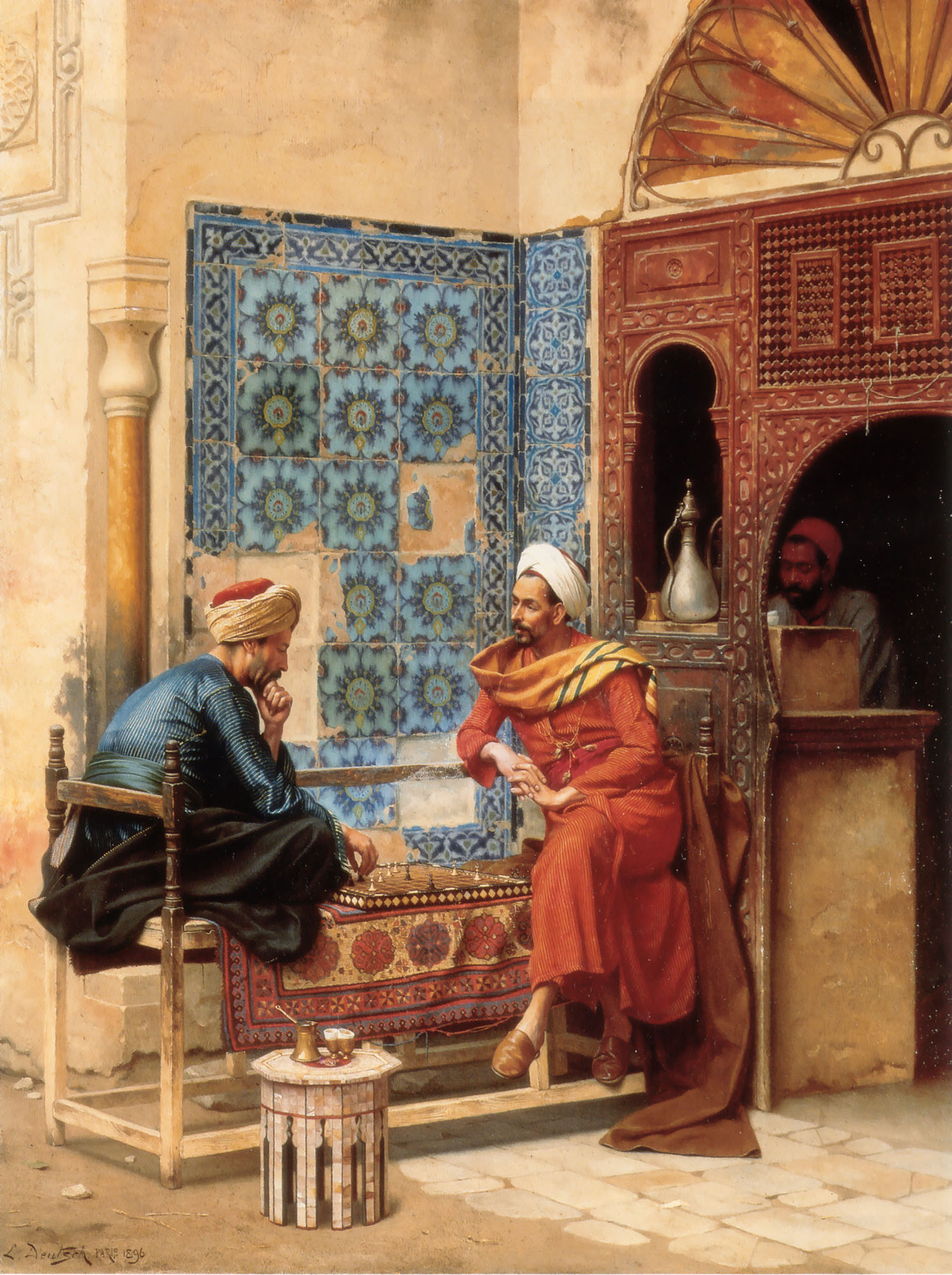
Thaʿālibī und Bakhazari beim Schachspiel (Gemälde von Ludwig Deutsch)

Bis 2024 erschienen 66 Bände, viele davon in mehreren Teilbänden. Eine vollständige Übersicht der Einzelbände gibt Michael Fisch bis Band 62 aus dem Jahr 2023.
- Bd. 1: al-Asch'ari: Die dogmatischen Lehren der Anhänger des Islam (Kitāb Maqālāt al-islāmīyīn wa-iḫtilāf al-muṣallīn), hrsg. von Hellmut Ritter (1. Aufl. 1929–1933, 3 Bd., 2. Aufl. 1963, 3. Aufl. 2003 in MENAdoc)
- Bd. 2: ad-Dani (981–1053): Das Lehrbuch der sieben Koranlesungen (Kitāb at- taisīr fi 'l-qirāʾāt as-sabʿ), hrsg. von Otto Pretzl (1930, in MENAdoc).
- Bd. 3: ad-Dani: Orthographie und Punktierung des Koran. 2 Schriften (Kitāb al-Muqniʿ fī rasm maṣāḥif al-amṣār maʿa kitāb an-Naqṭ), hrsg. von Otto Pretzl (1932, in MENAdoc).
- Bd. 4: an-Naubachti: Kitab Firag aš-šī'a (Die Sekten der Schi'a), hrsg. von Hellmut Ritter (1931, in MENAdoc),
- Bd. 5: Die Chronik des Ibn Ijās (1931 ff.; mehrere Teilbände, )
- Bd. 6: Das biographische Lexikon des Ṣalāḥaddīn Ḫalīl Ibn-Aibak aṣ-Ṣafadī (1931 ff.; mehrere Teilbände)
- Bd. 7: Ibn Hālawaih: Sammlung nichtkanonischer Koranlesarten (Muḫtaṣar fī šawāḏḏ al-Qurʾān min kitāb al-Badīʿ), hrsg. von Gotthelf Bergsträßer (1934, in MENAdoc)
- Bd. 8: al-Ḡazarī: Das biographische Lexikon der Koranlehrer, hrsg. von Gotthelf Bergsträßer und Otto Pretzl (1933–1935, in MENAdoc, Bd. 1 Abān - Ibn-ʿĪsūn, Bd. 2 Ġāzī - Ibn-Yūnus, Bd. 3 Indizes)
- 9. Malaṭī, Die Widerlegung der Irrgläubigen und Neuerer (Kitāb at- tanbīh wa-'r-radd ʿalā ahl al-ahwāʾ wa-'l-bidaʿ) von al-Malati, hrsg. von Sven Emanuel Dedering, 1. Aufl. 1936  , 2. Aufl. 2009 (in MENAdoc).
- 10. Istanbuler Handschriftenstudien zur arabischen Traditionsliteratur; Max Weisweiler (1937, in MENAdoc).
- 11. Die Geheimlehre der Batiniten nach der Apologie `Dogmatik des Hauses Muhammed' (Bayān maḏhab al-bāṭinīya wa-buṭlānihī : manqūl min kitāb qawāʿid ʿaqāʾid Āl-Muḥammad) von ad-Dailami, Rudolf Strothmann (1938, in MENAdoc).
- 12. Ilahi-Name: die Gespräche des Königs mit seinen sechs Söhnen von Fariduddin Attar, hrsg. von Hellmut Ritter (1940, in MENAdoc und Nachdruck 1989)
- 13. Karagös: türkische Schattenspiele, hrsg. von Hellmut Ritter (1924–1953 Folge 1 : Blutpappel, Folge 2 : Ausflug nach Jalowa, Folge 3).
- 14. Die Vita des Scheich Abū Ishāq al-Kāzarūnī (Kitāb Firdaus al-muršidīya fī asrār aṣ-ṣamadīya): in der persischen Bearbeitung von Mahmud ibn 'Uthman. Hrsg. und eingel. von Fritz Meier (1948, in MENAdoc und )
- 15. Aḥmad Ghazzālī’s Aphorismen über die Liebe (Kitāb Sawāniḥ), hrsg. von Hellmut Ritter (1942, in MENAdoc)
- 16. Opera metaphysica et mystica (Maǧmūʿa fi 'l-ḥikma al-ilāhīya) von Suhrawadi hrsg. von Henri Corbin (1945, in MENAdoc)
- 17. Šiʿr ʿAbdallāh Ibn-al-Muʿtazz, Der Diwan des ʿAbdallāh Ibn-al-Muʿtazz (861–908), hrsg. von Bernhard Lewin (1945–1950, in MENAdoc, nur erschienen Teil 3 und Teil 4)
- 18. Das Buch der wunderbaren Erzählungen und seltsamen Geschichten (Kitāb al-ḥikāyāt al-ʿaǧība wa-'l-aḫbār al-ġarība). Mit Benutzung der Vorarbeiten von A. von Bulmerincq herausgegeben von Hans Wehr (1956, in MENAdoc)
- 19. Die Geheimnisse der Wortkunst (Asrār al-balāġa) des ʿAbdalqāhir al-Curcānī (gest. 1078). Aus dem Arabischen übers. von Hellmut Ritter (1956, in MENAdoc)
- 20. Der Diwan des Abu Nuwas (760–814), hrsg. von Ewald Wagner (in MENAdoc, Bd. 1, Bd. 2, Bd. 3, Bd. 4, Bd. 5, Ind. 1, Ind. 2).
- 21. Die Klassen der Mu'taziliten (Ṭabaqāt al-muʿtazila), Aḥmad Ibn-Yaḥyā Ibn-al-Murtaḍā (1363–1437), hrsg. von Susanna Diwald-Wilzer (1961, in MENAdoc)
- 22. Die berühmten Traditionarier der islamischen Länder (Kitāb mašāhīr ʿulamāʾ al-amṣār) von Muhammad Ibn Hibbân al-Bustî (884–965). Hrsg. von Manfred Fleischhammer (ein Werk der islamischen Traditionskritik) (1959, in MENAdoc)
- 23. Die Gelehrtenbiographien des Abu 'Ubaidallah al-Marzubani (910–994) in der Rezension des Hafiz al-Jagmuri, hrsg. von Rudolf Sellheim (1964, in MENAdoc)
- 24. Kitāb Kanz al-walad. Die ismailitische Theologie des Ibrāhīm Ibn al-Ḥusain al-Ḥāmidī (gest. 1162), hrsg. von Mustafe Ghaleb (ismailitische Schrift über Grundfragen der Theologie, Metaphysik und Eschatologie) (1971, in MENAdoc)
- 25. Kitāb makārim al-aḫlāq. The Noble Qualities of Character von Ibn Abi d-Dunya (823–894), hrsg. von James A. Bellamy (1973, in MENAdoc).
- 26. Kitab an-Nabāt. The book of plants (al-Nabat): part of the monograph section, von Abū Ḥanīfa ad-Dīnawarī (gest. 895), hrsg. von Bernhard Lewin (1974, in MENAdoc)
- 27. al-Baġdādī, Glossen zu Ibn Hišāms Kommentar zu dem Gedicht Bānat Suʿād (Ḥāšīyat ʿalā šarḥ Bānat Suʿād li-Ibn-Hišām), hg. v. Naẓīf Muḥarram Ḫawāǧa (in MENAdoc, Bd. 1, Bd. 2.1, Bd. 2.2).
- 28. al-Balādurī, Ansāb al-ašrāf (Teilbände in MENAdoc)
- 29. Tanasī, Naẓm ad-durr wa-'l-ʿiqyān al-qism ar-rābiʿ fī maḥāsin al-kalām. Westarabische Tropik : Naẓm IV des Tanasī, hg. v. Nūrī Sūdān (1980, in MENAdoc)
- 30. Aḥmad Ibn-Yaḥyā an-Nāsir li-Dīnillāh, Streitschrift des Zaiditenimams : wider die ibaditische Prädestinationslehre (Kitāb al-Najāh), hg. von Wilferd Madelung (1985, in MENAdoc).
- 31. Muḥammad Ibn-Ibrāhīm Ibn-Šaddād, Die Geschichte des Sultans Baibars (Tārīḫ al-Malik aẓ-Ẓāhir), hg. v. Aḥmad Ḥuṭaiṭ (1983, in MENAdoc).
- 32. Naǧm-ad-Dīn Sulaimān Ibn-ʿAbd-al-Qawī aṭ-Ṭūfī, Das Banner der Fröhlichkeit über die Wissenschaft vom Disput (ʿAlam al-ǧaḏal fī ʿilm al-ǧadal), hg. v. Wolfhart Heinrichs (1987, in MENAdoc).
- 33. Ibn-Sallām, Kitāb Ibn-Sallām : eine ibaditisch-magribinische Geschichte des Islam aus dem 3./9. Jahrhundert (Kitāb fīhī badʾ al-islām wa-šarāʾiʿ ad-dīn), hg. v. Werner Schwartz (1986, in MENAdoc).
- 34. Hibatallāh Ibn-ʿAlī Ibn-aš-Šaǧarī, Mā ittafaqa lafẓuhū wa-iḫtalafa maʿnāhu, hg. v. ʿAṭīya Rizq (1992, in MENAdoc).
- 35. Muḥammad Ibn-ʿAlī Ḥakīm at-Tirmiḏī, Drei Schriften des Theosophen von Tirmiḏ : das Buch vom Leben der Gottesfreunde ; ein Antwortschreiben nach Saraḫs ; ein Antwortschreiben nach Rayy (Ṯalāṯa muṣannafāt al-ḥakīm at-Tirmiḏī : Kitāb sīrat al-ūliyāʾ : Ǧawāb al-masāʾil allatī Saʾalahū ahl saraḫs ʿanhā : Ǧawāb kitāb min ar-rayy), hg., übers. und erl. von Bernd Radtke (1992–1996, in MENAdoc, Teil 1 : arabischen Texte, Teil 2 : Übersetzung und Kommentar).
- 36. ʿAlī b. ʿAbdallāh b. Ḥiǧǧa, Das Rauschgetränk der Stilkunst oder Qahwat al-inšāʾ (Kitāb Qahwat al-inšāʾ), Rudolf Veselý (2005, in MENAdoc).
- 37. Muḥammad b. H̱alīl al-Qudsī, Traktat über die Segnungen, die die Türken dem Lande Ägypten gebracht haben (Kitāb Duwal al-islām aš-šarīfa al-bahīya wa-ḏikr mā ẓahara lī min ḥikam Allāh al-ḫafīya fī ǧalb ṭāʾifat al-Atrāk ila 'd-diyār al-miṣrīya), hg. v. Ulrich Haarmann und Ṣubḥī Labīb (1997, in MENAdoc).
- 38. Aḥmad al-Fār, Arabisches Volkstheater in Kairo im Jahre 1909 : Aḥmad al-Fār und seine Schwänke (al-Masraḥ aš-šaʿbī al-ʿarabī fi 'l-Qāhira sanat 1909), hg., übers. und eingeführt von Manfred Woidich (1993, in MENAdoc).
- 39. Ibn-aṭ-Ṭuwair, Nuzhat al-muqlatain fī aḫbār ad-daulatain, hg. und eing. v. Amīn Fuʾād Sayyid (1992, in MENAdoc).
- 40. Ḥunain Ibn-Isḥāq, Medieval Arab Islamic culinary art (Kanz al-fawāʾid fī tanwīʿ al-mawāʾid), hg. v. Manuela Marín und David Waines (1993, in MENAdoc).
- 41. Abū-'l-Wafāʾ ʿAlī Ibn-ʿAqīl, al-Wāḍiḥ fī uṣūl al-fiqh, hg. und eingeleitet v. George Makdisi (1996–2002), in MENAdoc, Bd. 1 Kitāb al-maḏhab, Bd. 2 Kitāb ǧadal al-uṣūl, Bd. 3 Kitāb ǧadal al-fuqahāʾ, Bd. 4.1 al-Wāḍiḥ fī uṣūl al-fiqh 1, Bd. 4.2 al-Wāḍiḥ fī uṣūl al-fiqh 2
- 42. Baibars al-Manṣūrī, Zubdat al-fikra fī tārīḫ al-hiǧra, hg. v. Donald S. Richards (1998, in MENAdoc).
- 43. Ṣadr ad-Dīn al-Qūnawī und Naṣīr ad-Dīn aṭ-Ṭūsī, Annäherungen : der mystisch-philosophische Briefwechsel zwischen Ṣadr ud-Dīn-ī Qōnawī und Naṣir ud-Dīn-ī Ṭūsī (al-Murāsalāt baina Ṣadr-ad-Dīn al-Qūnawī wa-Naṣīr-ad-Dīn aṭ-Ṭūsī), hg. und zusammg. erl. v. Gudrun Schubert (1995, in MENAdoc).
- 44. ʿAlī Ibn-ʿĪsā ar-Rabaʿī, Kitāb al-ʿArūḍ, hg. v. Muḥammad Abu-'l-Faḍl Badrān (2000, in MENAdoc).
- 45. The Waqf Document of Sultan al-Nāṣir Ḥasan b. Muḥammad b. Qalāwūn for his Complex in al-Rumaila (Kitāb waqf as-sulṭān an-Nāṣir Ḥasan Ibn-Muḥammad Ibn-Qalāwūn ʿalā madrasatihī bi-'r-Rumaila), hg. v. Huwaidā al-Ḥāriṯī (2001, in MENAdoc).
- 46. Šihab-ad-Dīn Qaraṭāʾī al-ʿIzzī al-Ḫazindārī, Tārīḫ maǧmūʿ an-nawādir mimmā ǧarā li-l-awāʾil wa-l-awāḫir, hg. v. Horst Hein und Muḥammad al-Ḥuǧairī (2005, in MENAdoc).
- 47. ʿĀṣim b. Aiyūb al-Baṭalyausī, Kommentar zu einer Sammlung vorislamischer Poesie oder Sarh Al-As'ar As-Sitta Al-Gahiliya (Šarḥ al-ašʿār as-sitta al-ǧāhilīya), hg. v. Nāṣif Sulaimān ʿAuwād (2008, in MENAdoc, Bd. 1, Bd. 2).
- 48. Aḥmad Ibn-Yaḥyā Ibn-Abī-Ḥaǧala, Kitāb Sukkardān as-sulṭān, hg. v. Muḥammad Ḥuǧairī (2022, in MENAdoc).
- 49. Ibrāhīm Ibn-Isḥāq aṣ-Ṣaffār, Talḫīṣ al-adilla li-qawāʿid at-tauḥīd, hg. v. Angelika Brodersen (Bd. 49,1 2011, in MENAdoc, Bd. 49,2 2014, in MENAdoc).
- 50. Aḥmad bin ʿAbd al-Laṭīf bin Muḥammad al-Barbīr, Maqāmāt al-Barbīr, hg. v. Max Robert Shmookler and Diaa Alaswad (2022, in MENAdoc).
- 51. Abdulrahman al-Salimi, Ibadism East of Mesopotamia : Early Islamic Iran, Central Asia and India (2016, in MENAdoc).
- 52. Abū Manṣūr ʿAbd al-Malik b. Muḥammad aṯ-Ṯaʿālibī, Zād safar al-mulūk : A Handbook on Travel by Abū Manṣūr al-Thaʿālabī (d. 439/108), hg. v. Ramzi Baalbaki und Bilal Orfali (1. Ausg. 2011, in MENAdoc).
- 53. ʿAbd al-Dschabbār: Nukat al-kitāb al-Mughnī, hg. v. Omar Hamdan und Sabine Schmidtke (2012, in MENAdoc)
- 54. Muḥammad Ibn-Aḥmad al-Qasṭallānī, Iqtidāʾ al-ġāfil bi-ihtidāʾ al-ʿāqil, hg. v. Aḥmad Ǧumʿa ʿAbd-al-Ḥamīd (2017, in MENAdoc).
- 55. Abū l-Qāsim al-Balḫī, ʿAbd-al-Ǧabbār, al-Muḥsin Ibn-Muḥammad Baihaqī, Faḍl al-iʿtizāl wa-ṭabaqāt al-Muʿtazila, hg. v. Ayman Fouad Sayyid (2017, in MENAdoc)
- 56. Quṭb al-Dīn an-Nahrawālī, al-Fawāʾid as-sanīya fi 'r-riḥla al-madanīya wa-'r-rūmīya : taḏkirat an-Nahrawālī, hg. v. al-Mahdī ʿĪd Rawāḍīya (2022, in MENAdoc).
- 57. Badr al-Dīn Muḥammad aš-Šiblī, Ākām al-marǧān fī aḥkām al-ǧānn, hg. v. Edward Badeen (2017, in MENAdoc ).
- 58. Sulaimān Ibn-ʿAbd-al-Qawī aṭ-Ṭūfī, Ḥallāl al-ʿuqad fī bayān aḥkām al-muʿtaqad (Untying the Knots in Expounding the Principles of Faith), hg. v. Lejla Demiri and Islam Dayeh (2016, in MENAdoc).
- 59. Kamāl-ad-Dīn, Aiyām Kamāl-ad-Dīn al-Ḥāʾik : Ḥalab fī awāḫir al-qarn al-ʿāšir (The notebook of Kamāl al-Dīn the Weaver : Aleppine notes from the end of the 16th century), hg. v. Boris Liebrenz und Kristina Richardson (2021, in MENAdoc).
- 61. Abū Manṣūr ʿAbd al-Malik b. Muḥammad b. Ismāʿīl al-Thaʿālibī: Ḫāṣṣ al-Ḫāṣṣ fī l-amṯāl, hg. v. Ramzi Baalbaki und Bilal Orfali (2020, in MENAdoc), ISBN 978-614-432-232-1
- 62. Ibn Arfaʿ Raʾs, Kitāb Ḥall mushkilāt al-Shudhūr, hg. v. Juliane Müller (2024, in MENAdoc).
- 63. Muslimūn ḥadāṯīyūn : al-Afġānī wa-Nāmiq Kamāl wa-Bāyāzītūf yaruddūna ʿalā Rīnān, hg. v. Birgit Schäbler (2024, in MENAdoc).
- 66. al-Ḥasan ibn Muḥammad ibn Abī ʿAqāma al-Yamanī, Ǧawāhir al-Akhbār wa-Mulaḥ Al-Ashʿār : Or Gems of the Tales and Anecdotes of Poetry, hg. v. Noha Abdelrazek El Hefnawy (2024, in MENAdoc).

## Belege
1. ↑  Michael Fisch: »Er ist es, der den Menschen aus Wasser erschuf«. Leben und Werk von Hellmut Ritter (1892–1971). Weidler Buchverlag, Berlin 2024, ISBN 978-3-89693-796-4, S. 20.
2. ↑  klaus-schwarz-verlag.com
3. ↑  alrayanpub.com (Memento des Originals vom 11. Mai 2013 im Internet Archive)  Info: Der Archivlink wurde automatisch eingesetzt und noch nicht geprüft. Bitte prüfe Original- und Archivlink gemäß Anleitung und entferne dann diesen Hinweis.
4. ↑  Michael Fisch: »Er ist es, der den Menschen aus Wasser erschuf«. Leben und Werk von Hellmut Ritter (1892–1971). Weidler Buchverlag, Berlin 2024, ISBN 978-3-89693-796-4, S. 114.
5. ↑  Bibliotheca Islamica (BI) Full List
6. ↑  Michael Fisch: »Er ist es, der den Menschen aus Wasser erschuf«. Leben und Werk von Hellmut Ritter (1892–1971). Weidler Buchverlag, Berlin 2024, ISBN 978-3-89693-796-4, S. 113–135.